# Leon Edel
Joseph Leon Edel (9 de septiembre de 1907; 5 de septiembre de 1997) fue un crítico y biógrafo estadounidense. Era hermano del filósofo Abraham Edel.

## Trayectoria
Nacido en Pittsburgh (Pensilvania), León Edel creció en Yorkton, Saskatchewan. Realizó sus estudios en la Universidad de McGill y en la Universidad  de París. Muy pronto, fue cofundador de la influyente publicación McGill Fortnightly Review. 
Edel enseñó literatura inglesa y estadounidense en la Universidad Sir George Williams (ahora, Concordia University de Montreal), así como en la Universidad de Nueva York, y en la Universidad de Hawái en Manoa. 
Aunque escribió sobre James Joyce (James Joyce: The Last Journey, 1947) y el grupo londinense de Bloomsbury, su vida se centró en la biografía enorme de Henry James en cinco tomos (Henry James: A Biography iniciada en 1953 y concluida en 1972). Usó para elaborarla cartas y documentos inéditos tras ganar merecidamente el afecto de la familia James. 
Esta obra es hoy de referencia. En particular, León Edel valoró las controvertidas relaciones de James con la novelista Constance Fenimore Woolson y con el escultor Hendrik Christian Andersen sin llegar a decidir que tipo de vínculos existió con ellos. Pero hizo sobre todo ediciones capitales del novelista estadounidense.

## Obra
- Henry James: The Untried Years 1843-1870 (1953)
- Literary Biography (1957)
- Henry James: The Conquest of London 1870-1881 (1962) ISBN 0-380-39651-3
- Henry James: The Middle Years 1882-1895 (1962) ISBN 0-380-39669-6
- Henry James: The Treacherous Years 1895-1901 (1969) ISBN 0-380-39677-7
- Henry James: The Master 1901-1916 (1972) ISBN 0-380-39677-7
- Bloomsbury. Tr.: Bloomsbury, una guarida de leones, Madrid, Alianza, 1982.
- A Bibliography of Henry James: Third Edition (1982) (con Dan Laurence y James Rambeau) ISBN 1-58456-005-3
- Henry James Literary Criticism — Essays on Literature, American Writers, English Writers (1984) (editor, con Mark Wilson) ISBN 0-940450-22-4
- Henry James Literary Criticism — French Writers, Other European Writers, The Prefaces to the New York Edition (1984) (editor, con Mark Wilson) ISBN 0-940450-23-2
- Writing Lives: Principia Biographica (1984) ISBN 0393018822
- The Complete Plays of Henry James (1990) (editor) ISBN 0-19-504379-0
- The Visitable Past: A Wartime Memoir (2000) ISBN 0-8248-2431-8

## Reseñas
- Writing Lives: Principia Biographica  - briefly noted in The New Yorker 60/49 (21 de enero de 1985) : 94

## Enlaces
- León Edel biography at University of Saskatchewan archives (enlace roto disponible en Internet Archive; véase el historial, la primera versión y la última).
- Edel responds to the biography  detailing James' alleged homosexual attachment: Sheldon M. Novick, Henry James, The Young Master 1996
- Novick answers

- Datos: Q611518